# Mumakil
I Mumakil sono un gruppo musicale grindcore svizzero formatosi nel 2004 a Ginevra.

## Formazione
- Seb – batteria (ex-Deceit)
- Jéjé – chitarra (Nebra, Kruger, ex-Nostromo, ex-Knut)
- Thomas – voce (ex-Fractal Point, ex-Stump Fucking)
- Benjamin Droz – basso (dal 2011)

## Discografia

### Album in studio
- 2006 – Customized Warfare
- 2009 – Behold the Failure
- 2013 – Flies Will Starve

### Split album
- 2006 – Mumakil/Blockheads/Inside Conflict (con i Blockheads e gli Inside Conflict)
- 2007 – Slimewave Series Vol. 6 (con gli Inhume)
- 2008 – Ruling Class Cancelled (con i Misery Index)
- 2008 – The Sick, The Dead, The Rotten Part II (con i Third Degree e gli Obtuse)
- 2008 – Blockheads/Mumakil (con i Blockheads)

### Demo
- 2005 – Brutal Grind Assault

### EP
- 2006 – The Stop Whining EP